# Unterseeboot 100 (1940)
Pour les articles homonymes, voir Unterseeboot 100.
Le Unterseeboot 100 (ou U-100) est un U-Boot (sous-marin) de type VII B de la Kriegsmarine utilisé pendant la Seconde Guerre mondiale.

## Construction
L'U-100 fait partie du programme 1937-1938 pour une nouvelle classe de sous-marins océaniques. Il est de type VII B lancé entre 1936 et 1940. Construit dans les chantiers de Friedrich Krupp Germaniawerft AG à Kiel, la quille du U-100 est posée le 22 mai 1939 et il est lancé le 10 avril 1940. L'U-100 entre en service deux mois plus tard.

## Historique
Affecté au service le 30 mai 1940, l'U-100 est d'abord un sous-marin d'entrainement (navire-école) au sein de la 7. Unterseebootsflottille à Kiel.

Le 1er août 1940, l'U-100 devient opérationnel toujours dans la 7. Unterseebootsflottille, à Kiel, et plus tard à la base sous-marine de Saint-Nazaire.
Il conduit sa première patrouille de guerre, quittant le port de Kiel, le 9 août 1940, sous les ordres du Kapitänleutnant Joachim Schepke. 

Le 17 août 1940 à 20 heures 45 minutes, à 200 miles au nord-ouest de l'Irlande, un destroyer lui lance sept ou huit grenades sous-marines peu après que l'U-100 ait trouvé un convoi. Les hydrophones de l'U-Boot étant désactivés, le bateau perd le contact avec le convoi.

Après 24 jours en mer, six navires coulés pour un total de 25 812 tonneaux et un navire endommagé de 5 498 tonneaux, il arrive à la base sous-marine de Lorient le 1er septembre 1940.
L'Unterseeboot 100 a effectué en tout six patrouilles dans lesquelles il a coulé 25 navires marchands pour un total de 135 614 tonneaux et a endommagé quatre navires marchands pour un total de 17 229 tonneaux, ainsi qu'un autre navire marchand de manière irrécupérable de 2 205 tonneaux, en 112 jours de mer.
Au cours de sa deuxième patrouille, le 22 septembre 1940, à la fin d'une attaque fructueuse contre le convoi HX-72 dans l'Atlantique à l'ouest de l'Irlande, l'U-Boot engage le navire marchand Putney Hill avec ses dernières torpilles à 2 heures 57 minutes. Sans succès, il reçoit en réponse trois séries de tirs d'obus de ce dernier.
Le 21 octobre 1940, lors de sa troisième patrouille, au cours de son attaque contre le convoi HX-79, l'U-Boot est visé au canon par un pétrolier après l'avoir raté avec une torpille à 0 heure 31 minutes. L'U-100 s'en sort sans dommage.
Au cours de sa quatrième patrouille, le 23 novembre 1940, après une attaque réussie contre le convoi SC-11 dans l'Atlantique à l'ouest de l'Irlande, une série d'obus venant d'un destroyer contraint l'U-100 à plonger. Les charges de profondeur qui suivent l'obligent à désactiver ses hydrophones.
Pour sa sixième patrouille, l'U-100 quitte le port de Kiel le 9 mars 1941 pour l'ouest de la Manche toujours sous les ordres du Kapitänleutnant Joachim Schepke. Neuf jours de mer plus tard, l'U-100 approche du convoi HX-112 par l'arrière, dans les premières heures avant l'aube le 17 mars 1941, quand il est détecté à une distance de 1 000 mètres par le radar type 286 du destroyer britannique HMS Vanoc. L'U-100 est le premier U-Boot à être ainsi découvert pendant la Seconde Guerre mondiale[réf. nécessaire]. L'U-100 est éperonné par le HMS Vanoc lorsqu'il amorce une plongée. Finalement, le bateau coule à la position 61° 04′ N, 11° 30′ O, par les charges de profondeur des destroyers HMS Vanoc et HMS Walker. 
Six des 53 membres d'équipage de l'U-Boot 100 survivent à cette attaque et passent le reste du conflit comme prisonniers de guerre.

## Affectation
- 7. Unterseebootsflottille à Kiel du 30 mai 1940 au 1er août 1940 (Flottille d'entraînement).
- 7. Unterseebootsflottille à Kiel et Saint-Nazaire du 1er août 1940 au 17 mars 1941 (Flottille d'entraînement).

## Commandement
- Kapitänleutnant Joachim Schepke du 30 mai 1940 au 17 mars 1941

## Patrouilles
|       | Commandant             | Départ            | Départ  | Arrivée            | Arrivée | Jours     | Succès    |
| ----- | ---------------------- | ----------------- | ------- | ------------------ | ------- | --------- | --------- |
| 1     | Kptlt. Joachim Schepke | 9 août 1940       | Kiel    | 1er septembre 1940 | Lorient | 24 jours  | 31 310    |
| 2     | Kptlt. Joachim Schepke | 11 septembre 1940 | Lorient | 25 septembre 1940  | Lorient | 15 jours  | 50 340    |
| 3     | Kptlt. Joachim Schepke | 12 octobre 1940   | Lorient | 23 octobre 1940    | Lorient | 12 jours  | 31 631    |
| 4     | Kptlt. Joachim Schepke | 7 novembre 1940   | Lorient | 27 novembre 1940   | Lorient | 21 jours  | 24 601    |
| 5     | Kptlt. Joachim Schepke | 2 décembre 1940   | Kiel    | 1er janvier 1941   | Lorient | 10 jours  | 17 166    |
| 6     | Kptlt. Joachim Schepke | 9 mars 1941       | Kiel    | 17 mars 1941       | Coulé   | 9 jours   |           |
| Total | Total                  | Total             | Total   | Total              | Total   | 112 jours | 155 048 t |

Note : Kptlt. = Kapitänleutnant

## Navires coulés
L'Unterseeboot 100 a coulé 25 navires marchands pour un total de 135 614 tonneaux et a endommagé 4 navires marchands pour un total de 17 229 tonneaux, et 1 autre navire marchand de manière irrécupérable de 2 205 tonneaux au cours des 6 patrouilles (112 jours en mer) qu'il effectua.
| Date              | Nom                | Nationalité | Convoi | Tonnage (GRT) | Fait                      |
| ----------------- | ------------------ | ----------- | ------ | ------------- | ------------------------- |
| 16 août 1940      | Empire Merchant    | Royaume-Uni |        | 4 864         | Coulé                     |
| 25 août 1940      | Jamaica Pioneer    | Royaume-Uni |        | 5 471         | Coulé                     |
| 29 août 1940      | Dalblair           | Royaume-Uni | OA-204 | 4 608         | Coulé                     |
| 29 août 1940      | Hartismere         | Royaume-Uni | OA-204 | 5 498         | Endommagé                 |
| 29 août 1940      | Astra II           | Royaume-Uni | OA-204 | 2 393         | Coulé                     |
| 29 août 1940      | Alida Gorthon      | Suède       | OA-204 | 2 373         | Coulé                     |
| 29 août 1940      | Empire Moose       | Royaume-Uni | OA-204 | 6 103         | Coulé                     |
| 21 septembre 1940 | Canonesa           | Royaume-Uni | HX-72  | 5 498         | Coulé                     |
| 21 septembre 1940 | Torinia            | Royaume-Uni | HX-72  | 2 393         | Coulé                     |
| 21 septembre 1940 | Dalcairn           | Royaume-Uni | HX-72  | 2 373         | Coulé                     |
| 22 septembre 1940 | Empire Airman      | Royaume-Uni | HX-72  | 6 103         | Coulé                     |
| 22 septembre 1940 | Scholar            | Royaume-Uni | HX-72  | 3 940         | Coulé                     |
| 22 septembre 1940 | Frederick S. Fales | Royaume-Uni | HX-72  | 10 525        | Coulé                     |
| 22 septembre 1940 | Simla              | Norvège     | HX-72  | 6 031         | Coulé                     |
| 18 octobre 1940   | Shekatika          | Royaume-Uni | SC-7   | 5 458         | Endommagé                 |
| 18 octobre 1940   | Boekelo            | Royaume-Uni | SC-7   | 2 118         | Endommagé                 |
| 19 octobre 1940   | Blairspey          | Royaume-Uni | SC-7   | 4 155         | Endommagé                 |
| 20 octobre 1940   | Caprella           | Norvège     | HX-79  | 8 230         | Coulé                     |
| 20 octobre 1940   | Sitala             | Royaume-Uni | HX-79  | 6 218         | Coulé                     |
| 20 octobre 1940   | Loch Lomond        | Royaume-Uni | HX-79  | 5 452         | Coulé                     |
| 23 novembre 1940  | Justitia           | Royaume-Uni | SC-11  | 4 562         | Coulé                     |
| 23 novembre 1940  | Bradfyne           | Royaume-Uni | SC-11  | 4 740         | Coulé                     |
| 23 novembre 1940  | Ootmarsum          | Pays-Bas    | SC-11  | 3 628         | Coulé                     |
| 23 novembre 1940  | Bruse              | Norvège     | SC-11  | 2 205         | Endommagé - Irrécupérable |
| 23 novembre 1940  | Salonica           | Norvège     | SC-11  | 2 694         | Coulé                     |
| 23 novembre 1940  | Leise Mærsk        | Royaume-Uni | SC-11  | 3 136         | Coulé                     |
| 23 novembre 1940  | Bussum             | Pays-Bas    | SC-11  | 3 636         | Coulé                     |
| 14 décembre 1940  | Kyleglen           | Royaume-Uni | OB-256 | 3 670         | Coulé                     |
| 14 décembre 1940  | Euphorbia          | Royaume-Uni | OB-256 | 3 380         | Coulé                     |
| 18 décembre 1940  | Napier Star        | Royaume-Uni |        | 10 116        | Coulé                     |